# Джагъри
Джагъри е нерафинирана брикетирана захар (най-често тръстикова, но в някои случаи и палмова), разпространена на територията на Южна Азия, на първо място в Индия и съседните страни (Шри Ланка, Непал, Пакистан, Бангладеш, Афганистан, Африка и др.). Цветът на джагъри може да варира от златистокафяв до тъмнокафяв. Джагъри съдържа до 50% захароза, до 20% инвертна захар (смес от равни молни части гликоза и фруктоза) и до 20% вода, а останалото може да са други неразтворими вещества, като протеини, фрагменти от тръстикови влакна (багаса), дървесна пепел. Най-близкият аналог на индийското джагъри е латиноамериканската панела, която се различава от него само по района на произход, както и по това, че обикновено е само от тръстика.

## Етимология
Думата „jaggery“ е заимствана в английски език от португалски (очевидно защото португалците са дошли в Индия преди англичаните) и в крайна сметка води по сложен начин към санскритската रर्रा (sharkara), от която идва и българската дума „захар“.

## Обща информация
Индия традиционно е един от най-големите в света производители и потребители на тръстикова захар. При това значителна част от цялата произведена захар се консумира тук под формата именно на джагъри. Под този термин обаче може да се разбира и палмовата захар, продавана под формата на същите брикети или калъпи, която се получава от сок от няколко вида палми (винена палма, кокосова палма, нипа, финикова палма и т.н.). При палмовата захар полученият сок се вари в големи, плитки съдове с обло дъно, като първо се превръща в сироп, а след това в самата захар. Този процес не е много по-различен от случая с тръстиковата захар.

## Традиционно производство на тръстиково джагъри
В миналото селяните, отглеждащи захарна тръстика, са използвали мелници, задвижвани от волове, но всички съвременни мелници се задвижват механично. Тези дробилки са разположени близо до тръстиковите полета. Нарязаната и обелена захарна тръстика се раздробява, а изстисканият тръстиков сок се събира в голям съд. Част от сока се прехвърля в по-малък съд, за да се вари на огън.
Съдът се загрява около час. Изсушената дървесна маса от изстисканата захарна тръстика традиционно се използва като гориво за печката. Докато сокът се вари, към него се добавя гасена вар, така че всички дървесни частици да се издигнат на повърхността на сока като пяна, която се обира. Накрая сокът се сгъстява. Получената гъста течност (сироп) е около една трета от първоначалния обем.
Цветът на сиропа е златист. Продължава да се нагрява, непрекъснато се разбърква и повдига с шпатула, за да се наблюдава дали образува нишки или капки при падане. Ако течността образува много нишки, тогава джагърито е готово. Изсипва се в голям плитък плоскодънен съд за охлаждане и по-нататъшно втвърдяване. След втвърдяването джагърито се превръща в сравнително меко твърдо вещество, от което се правят различни по форма брикети или по-големи калъпи. Качеството на тръстиковото джагъри се преценява по неговия цвят: тъмнокафяво означава, че сиропът не е бил избистрен по време на приготвянето, т.е. сокът от захарна тръстика е бил сварен, като са запазени непокътнати хранителните вещества. Някои хора погрешно тълкуват тъмния цвят като нечистота и избистрят сока, за да подобрят цвета, като така изхвърлят хранителните вещества. Така те постигат златисто-жълто джагъри, което не е нищо друго освен рафинирана захар. Поради това, по-малко висококачествените джагъри понякога се оцветяват, за да имитират златен оттенък. Трябва обаче да се има предвид, че палмовите джагъри, получени от сок от различни палми, имат определени разлики в цвета.

## Използване
Джагъри се използва като ингредиент в много сладки и солени блюда в кухните на Индия, Бангладеш, Непал, Шри Ланка, Афганистан, Иран, Пакистан и Мианмар. Освен използването в продукти и безалкоголни напитки, джагъри може да се използва и при правенето на алкохолни напитки, например палмово вино.

### Индия
В Индия джагърито се нарича: „гур“ на хинди (गुड़) и на урду (گڑھ), „гул“ (गुळ) на маратхийски, „белам“ (బెల్లం) на телугу, „бела“ (ಬೆಲ್ಲ) на каннада и други. Индийският щат Махаращра е, по някои данни, най-големият производител и потребител на джагъри, но като цяло то е разпространено практически по цяла Индия.
В Индия джагърито се използва не само за десерти и сладки ястия, но също така често се добавя към пикантни ястия, за да омекоти вкуса им и да подчертае контраста между пикантно и сладко. Всъщност надробеното джагъри може да служи като съставка в почти всяко ястие в индийската кухня, от супи като дал от леща, до сосове като sambar, втори ястия, напитки, и завършвайки с десерти като ладу. Като цяло, джагъри се разглежда като традиционен и сравнително евтин продукт, предпочитан от най-широките или най-традиционно ориентираните слоеве на индийското общество, докато средната класа в големите градове предпочита „модерната“ рафинирана захар.
Меласата, страничен продукт от производството на джагъри, се използва в селските райони на много индийски щати като подсладител. Тя съдържа много минерали, които не се срещат в обикновената захар и се считат за здравословни в традиционната аюрведична медицина (научната медицина не споделя това мнение).

### Шри Ланка
В Шри Ланка джагъри, като правило, се прави от сока на палмата kithul (винена палма), или от кокосова палма. Съответните названия на синхалски език са „китул хакуру“ (කිතුල් හකුරු) и „пол хакуру“ (පොල් හකුරු). Джагъри от сиропа на палмирска палма е разпространен в северната част на страната; наричат го „палмира джагъри“ или „тал хакуру“ (තල් හකුරු). Тръстиковото джагъри в Шри Ланка се цени по-ниско от палмовото.

### Мианмар
В Мианмар се използва предимно палмово джагъри. За получаването му полупрозрачният бял сироп се вари до златисто-кафяв цвят, а след това се оформят малки бучки. Тези бучки обикновено се употребяват следобед за подсладяване на зеления чай.

### Нехранително използване
Освен използване като храна, джагъри се използва при естествено боядисване на тъкани. Използва се и в наргилета в селските райони на Пакистан и Индия.